# On demande un dompteur
Pour plus de détails, voir Fiche technique et Distribution.
On demande un dompteur ou Les Lions est un court métrage français (réalisateur anonyme) de 1930.

## Fiche technique
- Titre : On demande un dompteur
- Autre titre : Les Lions
- Réalisation, scénario et producteur : Michel Du Lac [réf. nécessaire]
- Société de production : Les Studios Paramount[1]
- Pays d'origine : France
- Format : tourné Muet puis sonorisé[2] - Noir et blanc - 1,33:1 - 35 mm
- Genre : Court métrage
- Durée : 210 mètres[3]
- Année de sortie : 1930

## Distribution
- Jean Gabin
- Raymond Dandy

## Autour du film
Le scénario vient d'un sketch intitulé Le Dompteur et que Jean Gabin et le comique Raymond Dandy interprétaient sur scène. 

Le film a été tourné en muet par la société Gaumont puis il est sonorisé par Les Studios Paramount français.

Jean Gabin et Raymond Dandy tourneront un autre court métrage ensemble où ils seront les seuls acteurs, réalisé par Michel Du Lac : L'Héritage de Lilette également intitulé Ohé, les valises. Peut-on en déduire que Michel Du Lac est aussi l'auteur de ce film ?